# Juan Carlos Rad Moradillo
Juan Carlos Rad Moradillo (Burgos, 1962) es un político y químico español, uno de los dirigentes del partido castellanista Tierra Comunera.

## Biografía
Fue elegido procurador de la V Legislatura de las Cortes de Castilla y León en 1999 como miembro de la candidatura PNC-TC en la circunscripción electoral de Burgos.
Designado candidato a la Presidencia de la Junta de Castilla y León por Tierra Comunera para las elecciones autonómicas de 2007.
Desde 1991, Rad es doctor en Ciencias Químicas (especialidad Química de suelos y Química Agrícola). Actualmente reside en la ciudad de Burgos, donde imparte clases en la Universidad.
En el ámbito de su actividad académica, Rad Moradillo es miembro del grupo Suelo y procesos de compostaje de la Red Española de Compostaje e imparte cursos de doctorado en Químicas en el ámbito del compostaje. 

## Obras
- "Materia orgánica residual urbana: extracción y caracterización de actividad enzimática de interés agrotecnológico" (Tesis doctoral, Valladolid, 1991)
- "Different location of acid and alkaline phosphatases extracted from a compost of Urban Refuse. En: The Science of composting, 1996
- "Recovery of Enzymatic Organic Fractions from Municipal Sludge for Soil Application". En: The role of Humic Substances in the Ecosystems and in Environmental Protection, 1997
- "Use of Pyrophosphate to extract extra - and intracellular enzymes from a compost of municipal solid wastes". En: Effect of Mineral-Organic-Microorganism interactions on Soil and Freshwater, 1998